# Parkpflegewerk
Ein Parkpflegewerk ist ein Instrument der Gartendenkmalpflege. Es gründet auf einer Analyse und Dokumentation historischer Gärten, Parks, Plätze und Grünanlagen und fasst die Maßnahmen zu ihrer Pflege, Erhaltung und Restaurierung in einer Planung zusammen. Zweck eines Parkpflegewerks ist es dabei, auf der Grundlage dieser Informationen unter allen Beteiligten ein verbindliches Programm für die Pflege, Unterhaltung oder Umgestaltung einer Gartenanlage zu erzielen, das ihren Denkmalwert nachhaltig sichert.

## Geschichte (Deutschland)
Seit dem Ausgang der 1950er Jahre, als in den historischen Gartenanlagen die schlimmsten Verheerungen des Zweiten Weltkriegs und der Nachkriegszeit beseitigt waren, mehrten sich die Forderungen nach restaurativen Maßnahmen und Konzeptionen für eine langfristig vorausschauende Pflegeplanung. Zu den wichtigsten Veröffentlichungen dieser Zeit zählen die von Ernst Jobst (1960) und die des damaligen bayerischen Staatsgartendirektors Christian Bauer, der das „Parkpflegewerk“ als unerlässliches Instrument für die kontinuierliche Betreuung und „Betriebsführung“ historischer Anlagen vorstellte (1960, 1961, 1972). Das Instrument des Parkpflegewerks wurde von Bauer aus dem Instrument des Forsteinrichtungswerks auf die Grünanlagenunterhaltung und -entwicklung übertragen. Mit der Charta von Florenz 1981 erfuhr die von Bauer vorgeschlagene Arbeitsmethode eine Fortentwicklung.